# Assistance technique à la Communauté des États indépendants

Emblème de TACIS.

TACIS est l'abréviation anglaise de Technical Assistance to the Commonwealth of Independent States, soit en français  "Assistance technique à la Communauté d'États indépendants". TACIS est un programme d'assistance technique internationale mis en œuvre par la Commission européenne pour aider les membres de la Communauté d'États indépendants (ainsi que la Mongolie), dans leur transition vers des économies de marché démocratiques. TACIS fait partie depuis 2011 du programme EuropeAid. 
Lancé par la CE en 1991, le programme TACIS fournit une assistance technique financée par des subventions à 12 pays d'Europe orientale et d'Asie centrale (Arménie, Azerbaïdjan, Biélorussie, Géorgie, Kazakhstan, Kirghizistan, Moldavie, Russie, Tadjikistan, Turkménistan, Ukraine et Ouzbékistan). 
La Mongolie a également été couverte par le programme Tacis de 1991 à 2003, mais est maintenant couverte par le programme ALA.

## Assistance financière
En 1999, un budget de 462,55 millions d’euros a été alloué. Ces engagements comprennent une contribution de 40,40 millions € au fonds spécial de la Banque européenne pour la reconstruction et le développement pour la structure de protection du réacteur nucléaire de Tchernobyl, 22,5 millions € destinés à la sûreté nucléaire, le financement d'un programme de coopération transfrontalière (20 millions d’euros) et un transfert de 20 millions d’euros pour un programme d’aide humanitaire.
En outre, un programme de conseil sur les questions politiques et un programme de formation des cadres ont été mis en place. Après la crise financière en Russie, certains projets ont été réorientés, principalement dans les secteurs bancaire et social.
Dans les perspectives financières de l'UE 2007-2013, le programme TACIS a été remplacé pour les pays de la politique européenne de voisinage et la Russie par l'instrument européen de voisinage et de partenariat. Les projets de sûreté nucléaire sont couverts par l’Instrument de coopération en matière de sûreté nucléaire. Toutefois, les projets TACIS programmés à partir de 2006 continueront à fonctionner jusqu'en 2012.
L'Union européenne reste le plus important donateur d'aide étrangère au monde. 